# Stonewood
Stonewood és una població dels Estats Units a l'estat de Virgínia de l'Oest. Segons el cens del 2000 tenia 1.815 habitants.

## Demografia
Segons el cens del 2000, Stonewood tenia 1.815 habitants, 789 habitatges, i 522 famílies. La densitat de població era de 824,4 habitants per km².
Dels 789 habitatges en un 24,1% hi vivien nens de menys de 18 anys, en un 49,3% hi vivien parelles casades, en un 12,9% dones solteres, i en un 33,8% no eren unitats familiars. En el 30% dels habitatges hi vivien persones soles el 14,8% de les quals corresponia a persones de 65 anys o més que vivien soles. El nombre mitjà de persones vivint en cada habitatge era de 2,28 i el nombre mitjà de persones que vivien en cada família era de 2,82.
Per edats la població es repartia de la següent manera: un 19,1% tenia menys de 18 anys, un 7,2% entre 18 i 24, un 27,7% entre 25 i 44, un 25,8% de 45 a 60 i un 20,3% 65 anys o més.
L'edat mediana era de 42 anys. Per cada 100 dones de 18 o més anys hi havia 85 homes.
La renda mediana per habitatge era de 28.000 $ i la renda mediana per família de 31.078 $. Els homes tenien una renda mediana de 25.962 $ mentre que les dones 25.788 $. La renda per capita de la població era de 16.520 $. Entorn de l'11,8% de les famílies i el 13,3% de la població estaven per davall del llindar de pobresa.

## Poblacions més properes
El següent diagrama mostra les poblacions més properes.